# سيمون بيتس (دي جيه)
سيمون بيتس (بالإنجليزية: Simon Bates)‏ هو دي جيه بريطاني، ولد في 17 ديسمبر 1946.